# Graphantha
Graphantha là một chi bướm đêm thuộc họ Noctuidae.

## Các loài
- Graphantha commoda Staudinger, 1889
- Graphantha minuta Püngeler, 1900
- Graphantha stenoptera Boursin, 1970